# 丁緩
丁緩（？—？），長安人，西漢机械制造家。

## 生平
《西京雜記》記載：「長安巧工。為常滿燈，七龍五鳳，難以芙蓉蓮藕之奇，又作臥褥香爐，一名被中香爐，本出房風，其法後絕，至緩始更為之。設機環轉，運四周而爐體常平，可置之被褥中，故以為名。又作九層博山香爐，鏤為奇禽怪獸，窮諸靈異，皆自然運動，又作七輪扇，七輪大皆徑尺，遞相連續，一人運之，滿堂寒顫。」

## 发明
- 常滿燈。
- 臥褥香爐。
- 九層博山香爐。
- 七輪扇。

## 外部連結
- (漢)丁緩及七輪扇（页面存档备份，存于）